# Asynarchus planifrons
Asynarchus planifrons là một loài Trichoptera trong họ Limnephilidae. Chúng phân bố ở miền Tân bắc.